# Tyrese Gibson
Tyrese Darnell Gibson, kallad Tyrese eller Black-Ty, född 30 december 1978 i Los Angeles, Kalifornien och är en amerikansk skådespelare och R&B-musiker.

## Filmografi (i urval)
| År   | Titel                               | Roll                    |
| ---- | ----------------------------------- | ----------------------- |
| 2001 | Baby Boy                            | Joseph "Jody" Summers   |
| 2003 | 2 Fast 2 Furious                    | Roman Pearce            |
| 2004 | Flight of the Phoenix               | A.J.                    |
| 2005 | Four Brothers                       | Angel Mercer            |
| 2006 | Annapolis                           | Cole                    |
| 2006 | Waist Deep                          | O2                      |
| 2007 | Transformers                        | USAF Tech Sergeant Epps |
| 2008 | The Take                            | Adell Baldwin           |
| 2008 | Death Race                          | Machine Gun Joe         |
| 2009 | Transformers: Revenge of the Fallen | Sergeant Epps           |
| 2009 | Fast & Furious                      | Roman Pearce (cameo)    |
| 2009 | Luke Cage                           | Luke Cage               |
| 2010 | Legion                              | Kyle Williams           |
| 2011 | Fast & Furious 5                    | Roman Pearce            |
| 2011 | Transformers: Dark of the Moon      | Robert Epps             |
| 2013 | Fast & Furious 6                    | Roman Pearce            |
| 2015 | Fast & Furious 7                    | Roman Pearce            |
| 2016 | Ride Along 2                        | Mayfield                |
| 2017 | Fast & Furious 8                    | Roman Pearce            |
| 2017 | Transformers: The Last Knight       | Robert Epps             |
| 2020 | The Christmas Chronicles 2          | Bob Booker              |
| 2023 | Fast X                              | Roman Pearce            |
| 2025 | Fast X: Part 2                      | Roman Pearce            |